# Тит Рустий Нуммий Галл
Тит Рустий Нуммий Галл (лат. Titus Rustius Nummius Gallus) — политический деятель эпохи ранней Римской империи.
Происхождение Галла остаётся неизвестным. О его карьере известен только лишь тот факт, что с 1 июля 34 года он находился на посту консула-суффекта вместе с Квинтом Марцием Барея Сораном. 